# 서발턴
서발턴(Subaltern)이라는 용어는 제국 식민지의 권력 계층과 제국의 대도시 고향에서 사회적, 정치적, 지리적으로 배제 된 식민지 인구를 지정하고 식별한다. 안토니오 그람시는 식민지 정치에서 그들의 기관과 목소리를 부정하기 위해 사회의 사회경제적 제도에서 특정인과 사회집단을 배제하고 대체하는 문화적 헤게모니를 식별하기 위해 서발턴이라는 용어를 만들었다.
서발턴의 정치적 역할에 대한 조사와 분석의 방법으로, 카를 마르크스의 역사론은 프롤레타리아트의 관점에서 식민지 역사를 제시한다; 그것은 누구인가? 그리고 무엇이냐? 사회계급의 경제적 관계는 사회의 사회계급간의 경제적 관계에 의해 결정된다. 1970년대 이후, 서발턴이라는 용어는 서유럽에서 온 식민지인들의 관점이 아니라, 아래에서 말하는 인도 아대륙의 제국사적 민족을 가리켰으며, 1980년대까지 남아시아 역사학에서는 하위대항적 역사탐구법이 적용되었다.
탈식민지 이론에서 서발턴은 사회의 주변부로 쫓겨난 하층 사회 계층과 기타 사회 집단을 설명한다. 제국 식민지에서 서발턴은 사회적 지위에 따라 정의되는 인간 대리인 이 없는 원주민 남성 또는 여성이다. 그럼에도 불구하고, 가야트리 차크라보르티 스피박은 서발턴이라는 용어를 지나치게 광범위하게 적용하는 것에 대해 경고했다.

## 이론
탈식민지 이론은 지식 생성 방법인 지적인 탐구 방식의 힘과 지속적인 지배를 연구한다. <오리엔탈리즘>(1978년)이라는 책에서 에드워드 사이드는 동양주의의 유러틱한 관점이 어떻게 타민족의 식민 지배를 위한 이념적 토대와 정당성을 만들어냈는지 설명하기 위해 억압받는 아대륙 원주민들을 개념적으로 다룬다. 동양에 대한 그들의 실제 탐험 이전에, 유럽인들은 동양의 상상의 지리적 위치를 발명했다. 동양주의의 신화들은 동양에서 유럽으로 돌아온 여행자들에 의해 동양의 개념적 차이와 기묘함에 근거한 괴물들과 야만적인 땅에 대한 보고에 의해 강화되었다; 동양의 다른 사람들에 대한 그러한 문화적 담론은 그 시대의 대중 통신 매체를 통해 영속되었고, 그리고 그 신화를 창조했다. 유럽인들이 동양과 서양의 차이를 정의함으로써 그들 자신을 규정하는 우리-그들-그들 간의 이항 사회관계. 식민주의의 근간으로서, 이항 사회관계는 동양을 후진적이고 비합리적인 땅으로 표현했고, 따라서 유럽 문명화 사명이 필요한 상황에서 서구적 의미에서는 그들이 현대적이 될 수 있도록 도와준다. 이러한 담론은 동양의 목소리를 배제한다.
문화 이론가 스튜어트 홀은 문화 담론의 힘이 서구의 지배권을 창출하고 강화시켰다고 말했다. 서구와 동양의 차이를 묘사한 유럽의 담론은 유럽의 문화적 범주, 언어, 사상을 비유럽적 기타를 나타내기 위해 적용했다. 그러한 담론에 의해 생산된 지식은 사회적 프락시가 되었고, 그 후 현실이 되었다; 차이점에 대한 담론을 생산함으로써, 유럽은 비유럽적 타인에 대한 서구의 지배권을 유지했고, 다른 것을 담화 생산에서 배제함으로써 실현된 서발턴 원주민을 창조하고 확립한 이항 사회 관계를 사용했다.
조앤 샤프는 서구 지식인이 비서구적 형태의 "알기"를 지적 담론의 가장자리로 대체한다는 스피박의 추론 방식을 발전시켰다. 신화와 민속으로서의 지식 습득 . 들리고 알려지기 위해서는 서발턴 원주민이 서구식의 지식(언어, 사고, 추론)을 채택해야 한다. 이러한 서구화 때문에 서발턴 사람들은 자신들의 고유한 앎 방식을 결코 표현할 수 없으며, 대신에 서구식 식민 방식의 세계 앎에 자신의 고유한 지식 표현을 일치시켜야 한다. 종속된 토착민은 그들의 제국의 언어를 말함으로써만 식민지 개척자들의 말을 들을 수 있다. 따라서 지적이고 문화적 순응의 필터는 서발턴 원주민의 진정한 목소리를 흐리게 한다. 예를 들어, 식민지 라틴 아메리카에서 종속된 원주민은 식민지 문화에 순응했고 스페인 제국 통치자에게 말할 때 종교와 노예라는 언어적 필터를 사용했다. 스페인 왕실에 효과적으로 호소하기 위해 노예와 원주민은 자신의 고유한 말하기 방식을 가리는 방식으로 통치자에게 연설했다.